# Bacino del Powder River

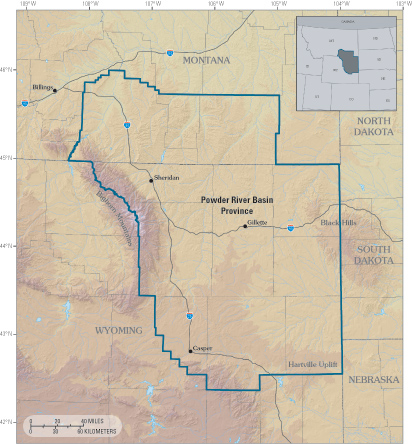
Il bacino del Powder River

Il bacino del Powder River è un bacino strutturale degli Stati Uniti d'America situato nel sudest del Montana e nel nordest del Wyoming. Si estende per 190 km da est a ovest e per 320 km da nord a sud; è noto per i suoi importanti depositi di carbone. La regione fornisce circa il 40% del carbone degli Stati Uniti.
È allo stesso tempo un bacino idrografico topografico e un bacino strutturale geologico. Il suo nome deriva dal fatto di essere drenato dal Powder River, ma vi scorrono anche il Cheyenne River, il Tongue River, il Bighorn River, il Little Missouri River, il Platte River, oltre ai loro tributari.
Le città più importanti del bacino sono Gillette e Sheridan nel Wyoming, e Miles City nel Montana. Al di fuori di queste città importanti, l'area è scarsamente popolata e caratterizzata da grandi praterie e clima semiarido.
È la singola più grande area di produzione di carbone negli Stati Uniti e contiene uno dei più grandi depositi di carbone al mondo. La regione è importante anche per la produzione di gas naturale.

## Geologia
Il bacino del Powder River contiene una sezione di rocce del Fanerozoico spessa fino a 5200 metri, che va dal Cambriano all'Olocene.

### Cretacico
La sezione più spessa del bacino è composta di rocce del Cretacico; si tratta di una sequenza regressiva di shale e arenaria di origine prevalentemente marina depositatasi nel Mare interno occidentale.

### Terziario
I letti carboniferi cominciarono a formarsi nella regione circa 60 milioni di anni fa quando la terra cominciò a sollevarsi dalle basse acque marine. Il sollevamento delle Black Hills a est e Hartville a sudest, hanno dato luogo all'attuale conformazione del bacino del Powder River.
All'epoca della formazione dei letti carboniferi, il clima nell'area era di tipo subtropicale con una media di precipitazioni piovose di 3 metri all'anno. Per circa 25 milioni di anni il fondale del bacino fu ricoperto di laghetti e acquitrini; proprio a causa della grande estensione degli acquitrini, la materia organica si accumulò in torbiere e sfagneti invece di essere dilavata via e finire nel mare. Gli strati di torba venivano periodicamente ricoperti dai sedimenti erosi dalle montagne circostanti.
Quando il clima divenne infine più secco e fresco, il bacino si riempì di sedimenti e la torba fu sepolta sotto migliaia di metri, comprimendone gli strati fino a trasformarli in carbone. L'erosione degli ultimi milioni di anni ha riportato vicino alla superficie i filoni carboniferi.